# Championnat d'Angleterre de football 1908-1909
Navigation
Édition précédente Édition suivante
La 21e édition du championnat d'Angleterre de football est remportée par Newcastle United. C’est le troisième titre du club.
Deux clubs font leur première apparition dans l’élite du football professionnel anglais, Bradford City et Leicester Fosse. La  présence de Leicester ne sera que de courte durée. Le club est relégué dès la fin de la première saison.
Le système de promotion/relégation reste en place: descente et montée automatique, sans matchs de barrage pour les deux derniers de première division et les deux premiers de deuxième division.
Bert Freeman, joueur d’Everton, avec  un record  de 38 buts, termine meilleur buteur du championnat.

## Les clubs de l'édition 1908-1909
| Club                                    | Ville         |
| --------------------------------------- | ------------- |
| Aston Villa Football Club               | Birmingham    |
| Blackburn Rovers Football Club          | Blackburn     |
| Bradford City Association Football Club | Bradford      |
| Bristol City Football Club              | Bristol       |
| Bury Football Club                      | Bury          |
| Chelsea Football Club                   | Londres       |
| Everton Football Club                   | Liverpool     |
| Leicester City Football Club            | Leicester     |
| Liverpool Football Club                 | Liverpool     |
| Manchester City Football Club           | Manchester    |
| Manchester United Football Club         | Manchester    |
| Middlesbrough Football Club             | Middlesbrough |
| Newcastle United Football Club          | Newcastle     |
| Nottingham Forest Football Club         | Nottingham    |
| Notts County Football Club              | Nottingham    |
| Preston North End Football Club         | Preston       |
| Sheffield United Football Club          | Sheffield     |
| Sunderland Association Football Club    | Sunderland    |
| The Wednesday                           | Sheffield     |
| Woolwich Arsenal                        | Londres       |

## Classement
| Rang | Équipe             | Pts | J  | G  | N  | P  | Bp | Bc  | Diff |
| ---- | ------------------ | --- | -- | -- | -- | -- | -- | --- | ---- |
| 1    | Newcastle United   | 53  | 38 | 24 | 5  | 9  | 65 | 41  | +24  |
| 2    | Everton            | 46  | 38 | 18 | 10 | 10 | 82 | 57  | +25  |
| 3    | Sunderland         | 44  | 38 | 21 | 2  | 15 | 78 | 63  | +15  |
| 4    | Blackburn Rovers   | 41  | 38 | 14 | 13 | 11 | 61 | 50  | +11  |
| 5    | The Wednesday      | 40  | 38 | 17 | 6  | 15 | 67 | 61  | +6   |
| 6    | Woolwich Arsenal   | 38  | 38 | 14 | 10 | 14 | 52 | 49  | +3   |
| 7    | Aston Villa        | 38  | 38 | 14 | 10 | 14 | 58 | 56  | +2   |
| 8    | Bristol City       | 38  | 38 | 13 | 12 | 13 | 45 | 58  | -13  |
| 9    | Middlesbrough      | 37  | 38 | 14 | 9  | 15 | 59 | 53  | +6   |
| 10   | Preston North End  | 37  | 38 | 13 | 11 | 14 | 48 | 44  | +4   |
| 11   | Chelsea            | 37  | 38 | 14 | 9  | 15 | 56 | 61  | -5   |
| 12   | Sheffield United   | 37  | 38 | 14 | 9  | 15 | 51 | 59  | -8   |
| 13   | Manchester UnitedT | 37  | 38 | 15 | 7  | 16 | 58 | 68  | -10  |
| 14   | Nottingham Forest  | 36  | 38 | 14 | 8  | 16 | 66 | 57  | +9   |
| 15   | Notts County       | 36  | 38 | 14 | 8  | 16 | 51 | 48  | +3   |
| 16   | Liverpool          | 36  | 38 | 15 | 6  | 17 | 57 | 65  | -8   |
| 17   | Bury               | 36  | 38 | 14 | 8  | 16 | 63 | 77  | -14  |
| 18   | Bradford City P    | 34  | 38 | 12 | 10 | 16 | 47 | 47  | 0    |
| 19   | Manchester City    | 34  | 38 | 15 | 4  | 19 | 67 | 69  | -2   |
| 20   | Leicester Fosse P  | 25  | 38 | 8  | 9  | 21 | 54 | 102 | -48  |

|  | Champion d'Angleterre |
|  | Relégation            |

### Meilleur buteur
- Bert Freeman,  Everton,  38 buts

## Bilan de la saison
| Tableau d'Honneur                    |                   |
| Compétition                          | Vainqueur         |
| Championnat d'Angleterre de football | Newcastle United  |
| Coupe d'Angleterre de football       | Manchester United |
| Charity Shield                       | Manchester United |

| Promotions et relégations |                                    |
| Promus                    | Bolton Wanderers Tottenham Hotspur |
| Relégués                  | Manchester City Leicester Fosse    |

## Sources
- Classement sur rsssf.com